# Andrew Louth

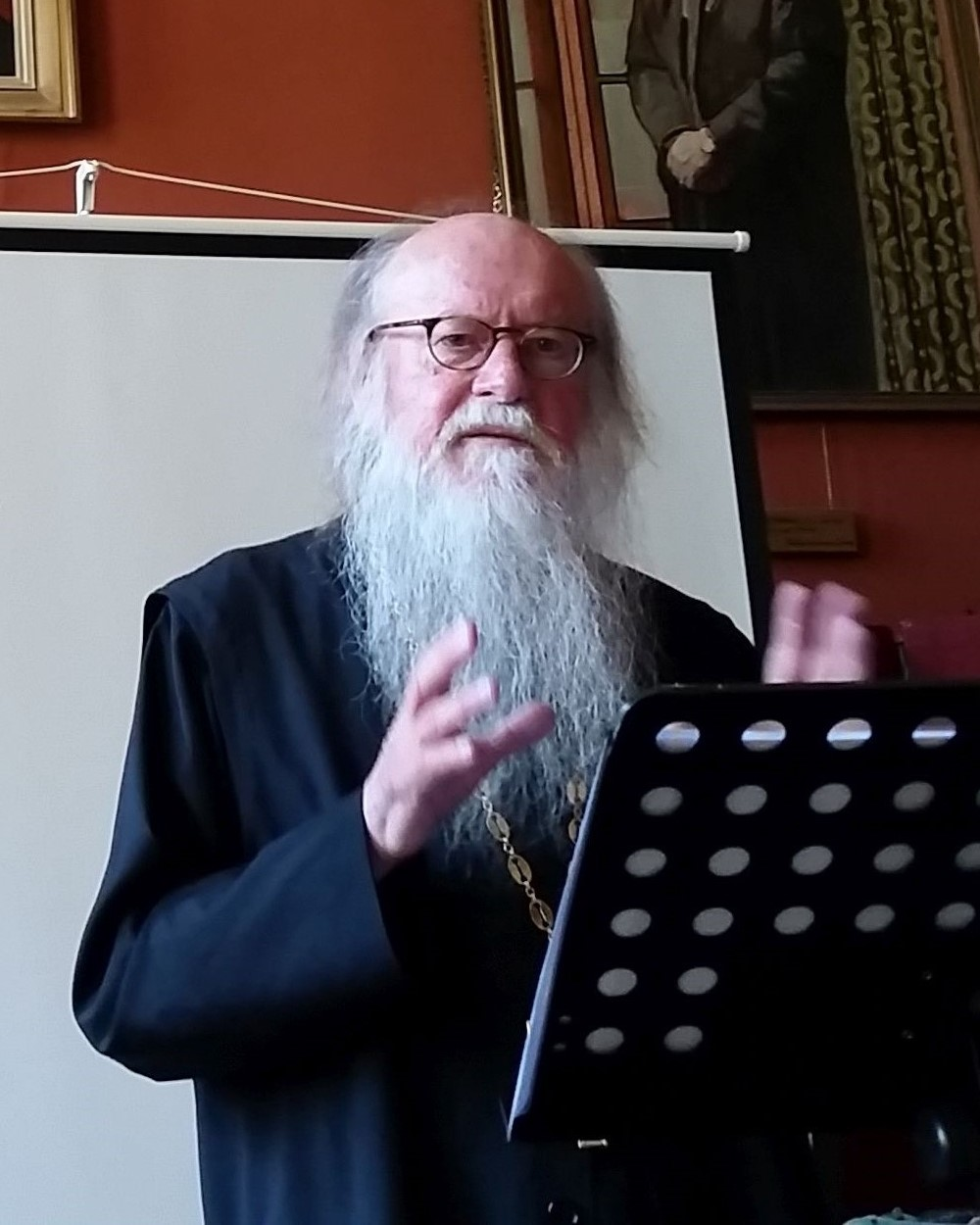
Louth (2017)

Andrew Louth  (* 11. November 1944 in Louth) ist ein britischer Patristiker.

## Leben
Er studierte an den Universitäten von Cambridge und Edinburgh. Seit 1996 war er Professor für patristische und byzantinische Studien an der Durham University. Zuvor unterrichtete er an der University of Oxford (hauptsächlich Patristik) und am Goldsmiths, University of London in byzantinischer und frühmittelalterlicher Geschichte. Er ist seit 2010 Mitglied der British Academy und war von 2011 bis 2014 Mitglied des British Academy Council. Er war Präsident der Ecclesiastical History Society (2009–2010). Im Jahr 1989 konvertierte Louth zur Orthodoxie und 2003 wurde er zum Priester geweiht. 
Seine Forschungsinteressen sind byzantinische Kunst, Ikonographie und Zeremonie, byzantinische Theologie, insbesondere Maximos der Beichtvater, orthodoxe Theologie und Spiritualität, Patristik, insbesondere griechisch und Spiritualität und Mystik, insbesondere christliche.

## Schriften (Auswahl)
- Discerning the Mystery: An Essay on the Nature of Theology. Clarendon 1989, ISBN 0198261969.
- Maximus the Confessor. London 1996, ISBN 0203991273.
- St. John Damascene: Tradition and Originality in Byzantine Theology. Oxford 2002, ISBN 9780199275274.
- Greek East and Latin West: The Church, AD 681–1071. Crestwood 2007, ISBN 0881413208.